# Chiesa di San Colombano a Settimo
La chiesa di San Colombano a Settimo si trova nell'omonima frazione del comune di Scandicci.
È ricordata dal XIII secolo, ma è considerata di fondazione più antica, per il nome del santo abate irlandese titolare, legato al periodo longobardo, e la vicinanza con la Badia a Settimo, ai cui beni apparteneva.
Di struttura architettonica estremamente semplice, a navata unica, conserva all'interno due altari in pietra; su quello di destra si ammira una tavola di buona qualità dell'ambito di Ridolfo del Ghirlandaio raffigurante la "Madonna che porge una melagrana al Bambino".
Alla chiesa appartengono anche due grandi tele: l'Apparizione di Gesù Bambino ai Santi Francesco, Antonio da Padova e Lorenzo di Iacopo Confortini (1663), e una copia della Madonna col Bambino in trono venerata dai Santi Carlo Borromeo e Filippo Neri di Carlo Maratta.